# Capriccio espagnol

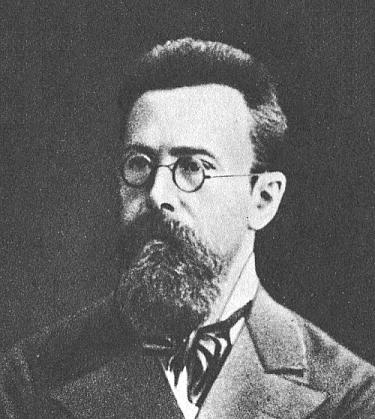
Nikolaï Rimski-Korsakov, compositeur du Capriccio espagnol.

Le Capriccio espagnol, op. 34, est une œuvre orchestrale de Nikolaï Rimski-Korsakov, construite sur des mélodies espagnoles et composée en 1887.
Le compositeur a beaucoup voyagé dans le monde en tant qu'officier de la marine russe entre 1862 et 1865 et a notamment séjourné à Cadix.
L’œuvre comporte une partie soliste pour le violon assez importante, à tel point que la pièce était originellement conçue pour être une fantaisie pour violon et orchestre. Ce n'est que secondairement qu'un rééquilibrage avec les autres instruments est fait, aboutissant à l'œuvre finale.
Elle a été créée le 31 octobre 1887 à Saint-Pétersbourg sous la direction du compositeur, dans le cadre des Concerts symphoniques russes. Fait rarissime : à l'issue de la première répétition, tous les musiciens se levèrent pour acclamer le compositeur. De plus, lors de sa première audition publique, il fallut bisser le morceau de bout en bout, malgré sa longueur.

## Structure
Le Capriccio espagnol se décompose en cinq parties :
- le premier mouvement, Alborada (aubade en espagnol) (Vivo e strepitoso), est une danse festive enjouée qui célèbre le lever du soleil ;
- le deuxième mouvement, Variazioni (Andante con moto), commence par une mélodie dans la section des cors. Des variations sur cette mélodie sont ensuite répétées par d'autres instruments et sections de l'orchestre ;
- le troisième mouvement, Alborada (Vivo e strepitoso), présente la même danse qu'au premier mouvement. Les deux mouvements sont en fait quasi identiques, excepté le fait que celui-ci comporte une instrumentation et une tonalité différentes ;
- le quatrième mouvement, Scena e canto gitano (« Scène et danse gitane »), s'ouvre sur cinq cadences : d'abord par les cors et les trompettes, qui sont suivis par le violon soliste, la flûte, la clarinette et, finalement, la harpe. Ces parties pour solistes sont jouées sur un fond de diverses percussions. Les cadences sont suivies par une danse à trois temps qui mène, attaca, au finale ;
- le cinquième mouvement, Fandango asturiano, est une danse énergique des Asturies, région du nord de l'Espagne. La pièce se termine sur une citation, plus énergique et enivrante que jamais, du thème de l'Alborada.

Cette pièce est souvent louée pour son orchestration, qui comprend une grande section de percussions ainsi que plusieurs effets spéciaux. Par exemple, dans le quatrième mouvement, les violonistes et violoncellistes doivent imiter des guitares (la partition des violons mentionne : quasi guitara). Malgré l'acclamation de la critique, Rimski-Korsakov était irrité du fait que certains aspects de l'œuvre étaient ignorés. Il mentionne dans son autobiographie que, selon lui, ce qui rend cette pièce exceptionnelle est « le changement de timbres et l'heureux choix de conceptions mélodiques et de modèles figuratifs » pour chacune des sections d'instruments plutôt que son orchestration.[réf. nécessaire]
Son exécution dure environ 15 minutes.

## Orchestration
| Instrumentation du Capriccio espagnol                                         |
| Bois                                                                          |
| 3 flûtes (dont 1 piccolo), 2 hautbois, 2 clarinettes, 2 bassons               |
| Cuivres                                                                       |
| 4 cors, 2 trompettes, 3 trombones, 1 tuba                                     |
| Percussions                                                                   |
| timbales, percussions                                                         |
| Cordes                                                                        |
| premiers violons, seconds violons, altos, violoncelles, contrebasses, 1 harpe |